# 中国人民志願軍

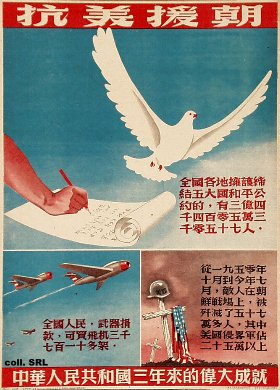
「抗美援朝」と大書された、朝鮮戦争期の中華人民共和国のプロパガンダ・ポスター。

中国人民志願軍（ちゅうごくじんみんしがんぐん、中国語: 中国人民志愿军、朝鮮語: 중국인민지원군）は、朝鮮戦争に参戦した中華人民共和国の部隊の名称。初代司令員は、彭徳懐が担当した（政治委員を兼任）。人民義勇軍、抗美援朝義勇軍ともいう。

## 概要

### 派遣の背景
1950年6月25日に始まった朝鮮戦争は当初、朝鮮人民軍が優勢であったが、アメリカ軍を主体とした国連軍の仁川上陸作戦により形勢は逆転し、国連軍は平壌を占領、一部部隊は鴨緑江の線に達した。1949年に成立したばかりの中華人民共和国は当初介入に否定的だったが、国連軍の接近のために参戦を決意する。しかし、中ソ友好同盟相互援助条約を結んでいたソ連と中国は米国との全面戦争（第三次世界大戦）によって朝鮮半島を超えてソ連や中国の領土まで戦線拡大で巻き込まれることを回避するため、参戦部隊は事実上の国軍である中国人民解放軍ではなく、表向きは義勇兵であるとして、「人民志願軍」と命名した。
1950年7月7日、周恩来が招集した国防軍事会議において、東北辺防軍の創設が決定され、人民解放軍の正規部隊である第13兵団（第38、第39、第40）、および第42軍、等を抽出し編成した。同年10月8日、毛沢東中央軍事委員会主席による「中国人民志願軍の設立に関する命令」が発布され、辺防軍は中国人民志願軍に改編され、彭徳懐が司令員兼政治委員に任命された。
当初前線に投入された部隊だけでも20万人、後方待機部隊を含めると100万人に達した。旧間島（現・吉林省延辺朝鮮族自治州）の朝鮮人部隊も多数含まれていた。

### 参戦
1950年10月19日に中国人民志願軍は参戦し、山岳部を密かに南下することによって米韓軍がいる谷間を迂回し、10月25日に山上から米韓軍を攻撃、朝鮮北部の戦線に突如出現した。同日、第13兵団と彭徳懐の指揮所が合併し、中朝連合司令部が設置され、朝鮮人民軍は朴一禹の指揮下に置かれた。周囲の丘陵地帯を完全に包囲され奇襲された米韓軍は甚大な被害を受け、驚いて総退却を開始、中国人民志願軍は平壌を奪回したばかりでなく、韓国の首都ソウルも占領した。

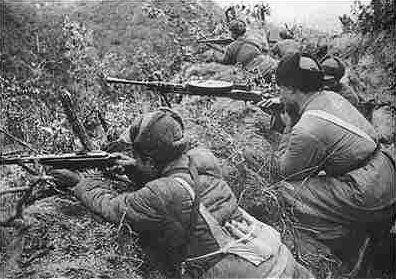
三角丘の戦いで銃撃する中国人民志願軍の兵士。

中国人民志願軍は、朝鮮半島北部特有の山地を遮蔽として利用しながら兵士を殺到させる人海戦術を行い、大挙して迫る中国人民志願軍に対して、国連軍は本来対空自走砲であるM16対空自走砲を歩兵に対して使用するほどであった（5人に1人しか銃を与えられなかったという話があるが、これはソ連軍が初期のスターリングラード攻防戦に於いて準備が整わなかったことと勘違いした可能性がある）。さらに、前線ではチャルメラや銅鑼を打ち鳴らしてアメリカ兵や韓国兵を威嚇し、米軍の捕虜には中国語で「洗脑/洗腦」（洗脳の語源）と呼ばれる思想改造を行って米国社会に異様な恐怖を与えた。また、ソ連から供与された最新の戦闘機であるMiG-15を投入し、それまでジェット機を保有しない朝鮮人民軍を圧倒していた国連軍の制空権を脅かし始めた。
中国人民志願軍が米韓軍と戦闘を交えた地域は大部分が北朝鮮国内であり、韓国国内では4か月の戦闘だった。朝鮮戦争で米韓朝三ヶ国の戦争行為また戦争犯罪の証言があるが、中国人民志願軍の朝鮮戦争での戦争犯罪は詳細にわかっていない。戦線は北緯38度線を挟んで膠着状態となり、1953年7月27日に国連軍総司令官のマーク・W・クラーク大将、中国人民志願軍司令員の彭徳懐と朝鮮人民軍最高司令官の金日成によって休戦協定が調印された。調印の会場となった板門店の名は、会場を開城から現在の板門店の場所に移動させる際に、近くにあった「ノル門里」と現地で呼ばれている村の「ノル」が「板」だという意味と知った中国人民志願軍の兵士が、漢字で「板門店」と書き表したことから定着したとされる（中国の関係者は村の名前を店の名前だと認識していたようである）。

### 休戦後

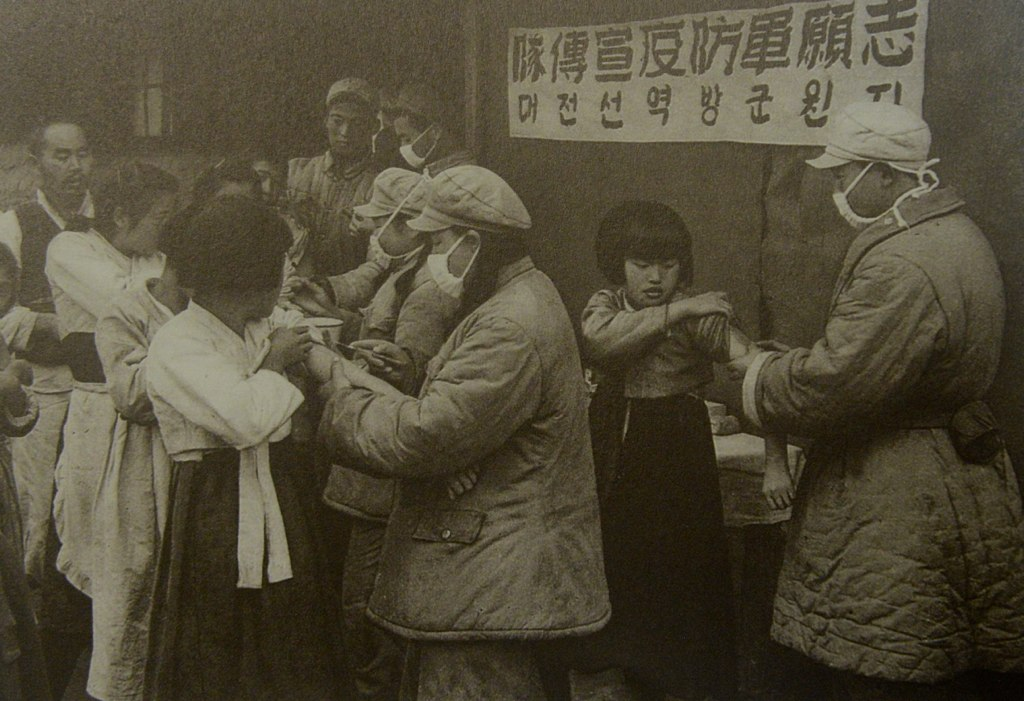
北朝鮮住民に防疫活動を行う中国人民志願軍の兵士。

休戦時における中国人民志願軍の兵力は約120万人に達していたが、休戦協定は外国軍撤退問題を、その後の政治協議に委ねていた（協定第60節）。そこで先ず、休戦直後から歩兵6個軍、砲兵・高射砲兵、鉄道兵20個師団を秘密裏に撤退させ、併せて1954年4月に始まるジュネーヴ会談においてアメリカと撤退問題を協議した。しかし、ジュネーヴで合意に至らぬまま、同年9月6日に中国は人民志願軍の撤退を発表した。撤退は1954年から1955年の第一期と、1958年の第二期に分けて段階的に実行され、1958年10月26日に駐留していた全軍の撤退を完了させている。捕虜になった約2万1400人のうち、約1万4000人が中華民国（台湾）へ亡命し、残りの7110人は本国へ送還された。金永南（後の北朝鮮の最高人民会議常任委員会委員長）のように北朝鮮に留まった兵士もいた。

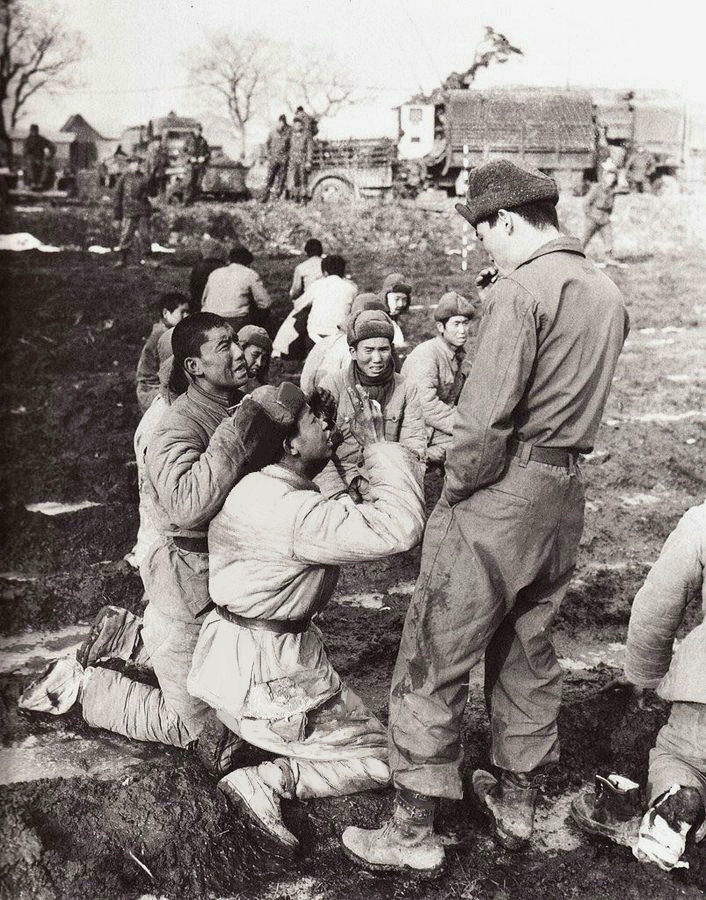
1951年、処刑されることを恐れ、韓国軍兵士に命乞いをする中国捕虜。

西側諸国では中国人民志願軍の損害を死傷や病死、凍死なども含め約100万人とする見方もあるが（ソ連の公式文書でも中国人民志願軍の戦死者は100万人、鄧小平は非公式の席で日本共産党党首に対し戦死者は40万人と言及、康生もエンヴェル・ホッジャに対して同様に発言）、中華人民共和国側の発表によれば志願軍の損害は戦死者は約17万人であった。この中には毛沢東の長男、毛岸英（北朝鮮で戦死）も含まれる。省別では四川省出身の戦死者が3万人で最高となっている。
中国人民志願軍が最初に戦闘を行った10月25日は抗美援朝義勇軍記念日とされており、現在、中華人民共和国では北朝鮮内の人民志願軍激戦地を訪問するツアーが盛んである。
韓国の朴槿恵大統領の提案で韓国に残った中国人民志願軍兵士の遺骨返還が2014年から始まり、2018年3月時点で589柱の遺骨が返還されている。

## 記念事業
中国人民志願軍の参戦によって辛くも38度線以北を確保した北朝鮮では、1951年11月には早くも「最終勝利のために」と題して、朝鮮人民軍と中国人民志願軍の兵士があしらわれた10ウォン切手が発行され、1958年にも中国人民志願軍の帰国を記念した10ウォン切手を発行した。平壌市内にある祖国解放戦争勝利記念館には中国人民志願軍に関する展示は無かったとされるが、劉雲山中国共産党中央政治局常務委員の訪朝の際に展示ホールの存在が報じられている。中国でも遼寧省丹東市の抗美援朝紀念館、北京市の中国人民革命軍事博物館の抗美援朝戦争館が存在する。
北朝鮮には複数の中国人民志願軍烈士陵があり、開城や安州などのものは改築もされている。
特に平安南道檜倉郡の中国人民志願軍烈士陵園は、朝鮮戦争で戦死した毛岸英の墓も同所にあることから特に中朝間の「血縁の絆」の象徴となっている。2012年10月の中国人民志願軍朝鮮戦争参戦62周年の際に竣工された。北朝鮮の最高指導者も度々訪れ、金正日やその後継者の金正恩（2010年、2013年、2015年、2018年、2020年）も参拝している。
2000年（50周年）と2010年（60周年）には、「金正日総書記をはじめ党幹部出席の下、人民も参加する群衆大会が平壌で開催」されており、「このとき中国からは中国高級軍事代表団が派遣された。50周年時は遅浩田（国防部部長）が、60周年時は郭伯雄（中国軍事委員会副主席）が代表団を率いて」いた。

## 戦闘序列

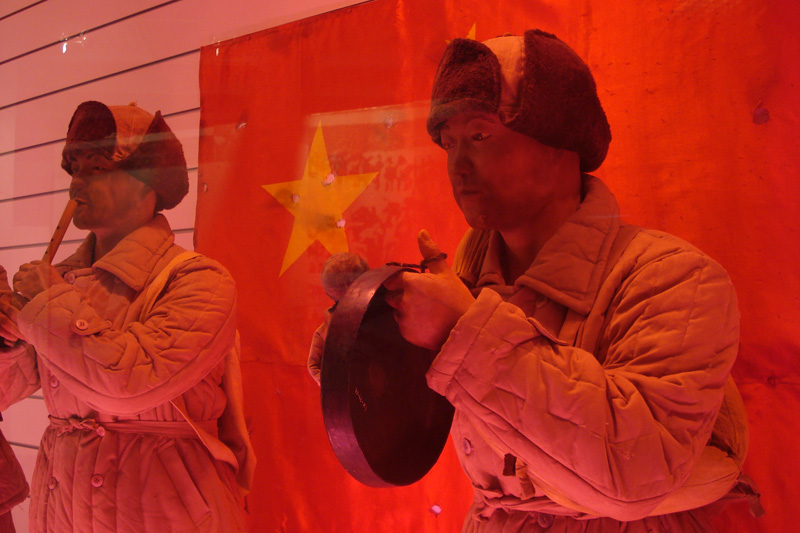
戦争博物館（ソウル）で展示される中国人民志願軍の防寒服と笛・銅鑼。

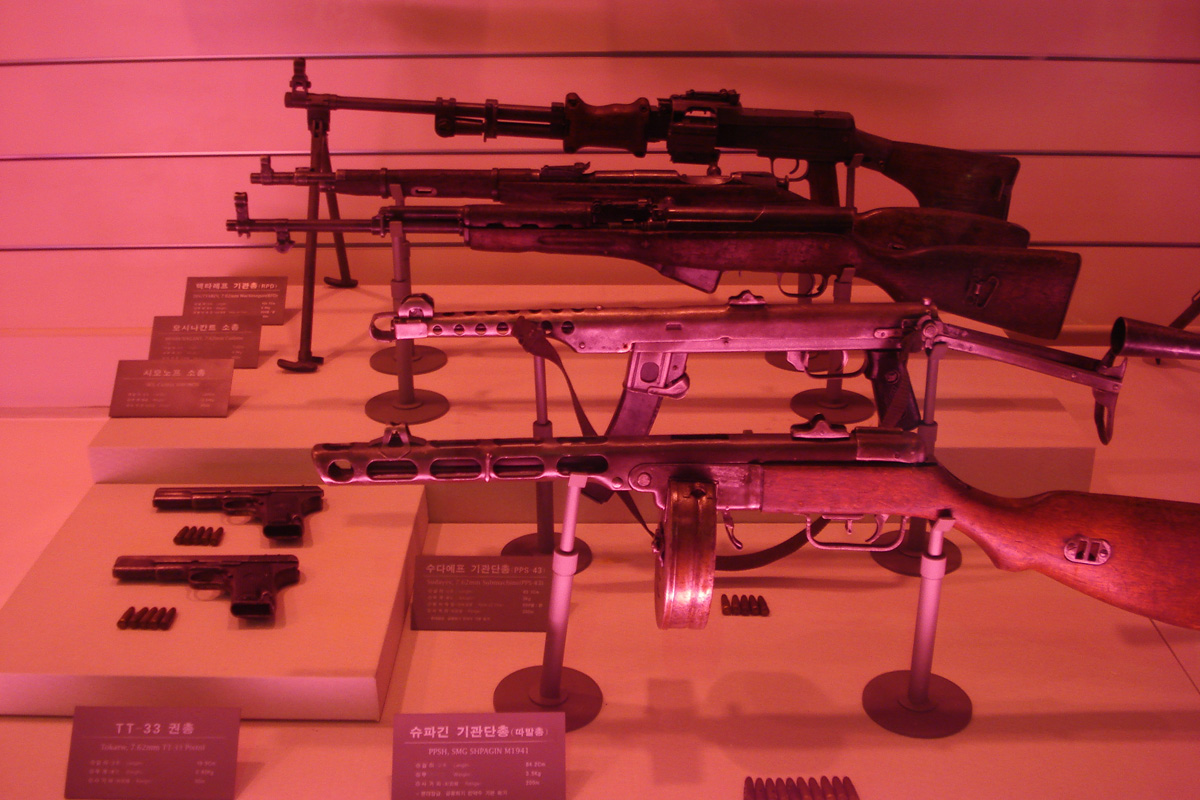
戦争博物館（ソウル）で展示される中国人民志願軍の小火器。PPsh41など全てソ連軍規格の銃器であるが、19世紀末以降の内外銃器や、国連軍からの鹵獲品も活用された

参戦時（1950年10月～12月）の戦闘序列。

### 指揮官
- 司令員兼政治委員：彭徳懐
- 副司令員兼副政治委員：鄧華
- 副司令員：洪学智
- 副司令員：韓先楚
- 参謀長：解方
- 政治部主任：社平

### 統制機関・直轄部隊
- 司令部
- 政治部
- 東北軍区後勤部前方指揮所
  - 第1分部
  - 第2分部
  - 第3分部
  - 第4分部
- 砲兵司令部
  - 砲兵第1師
  - 砲兵第2師
  - 砲兵第8師
- 鉄道兵第1師
- 工程兵指揮所
  - 第4団
  - 第5団
  - 第6団
  - 第8団

### 部隊
- 第38軍 - 軍長梁興初、政治委員劉西元
  - 第112師
  - 第113師
  - 第114師
- 第39軍 - 軍長呉信泉、政治委員徐斌洲
  - 第115師
  - 第116師
  - 第117師
- 第40軍 - 軍長温玉成、政治委員袁昇平
  - 第118師
  - 第119師
  - 第120師
- 第42軍 - 軍長呉瑞林、政治委員周彪
  - 第124師
  - 第125師
  - 第126師
- 第50軍 - 軍長曽沢生、政治委員徐文烈
  - 第148師
  - 第149師
  - 第150師
- 第66軍 - 軍長肖新槐、政治委員王紫峰
  - 第196師
  - 第197師
  - 第198師
- 第9兵団 - 司令員兼政治委員宋時輪
  - 第20軍 - 軍長兼政治委員張翼翔
    - 第58師
    - 第59師
    - 第60師
    - 第89師

  - 第26軍 - 軍長兼政治委員張仁初
    - 第76師
    - 第77師
    - 第78師
    - 第88師

  - 第27軍 - 軍長彭徳清、政治委員劉浩天
    - 第79師
    - 第80師
    - 第81師
    - 第94師